# Claude Nicole
Pour les articles homonymes, voir Nicole.
Claude Nicole est un monteur de cinéma, actif entre 1938 et 1963. Il a, entre autres, travaillé fréquemment avec les réalisateurs Christian-Jaque, Louis Daquin et Yves Allégret.

## Filmographie
- 1938 : Raphaël le tatoué  de Christian-Jaque
- 1938 : Les Disparus de Saint-Agil de Christian-Jaque
- 1941 : L'Enfer des anges de Christian-Jaque
- 1943 : La Valse blanche de Jean Stelli
- 1944 : L'Enfant de l'amour de Jean Stelli
- 1946 : La Tentation de Barbizon de Jean Stelli
- 1947 : Le Mystérieux Monsieur Sylvain de Jean Stelli
- 1947 : La Taverne du poisson couronné de René Chanas
- 1948 : Le Colonel Durand de René Chanas
- 1948 : Les Frères Bouquinquant de Louis Daquin
- 1949 : Le Parfum de la dame en noir de Louis Daquin
- 1949 : Le Mystère de la chambre jaune d'Henri Aisner
- 1949 : Le Point du jour de Louis Daquin
- 1950 : Rome Express de Christian Stengel
- 1950 : Un sourire dans la tempête de René Chanas
- 1950 : La Souricière d'Henri Calef
- 1951 : La Belle Image de Claude Heymann
- 1951 : Les Désastres de la guerre (court métrage) de Pierre Kast
- 1952 : Nez de cuir d'Yves Allégret
- 1952 : Les Sept Péchés capitaux (sketch 2)
- 1952 : Minuit quai de Bercy de Christian Stengel
- 1952 : La Jeune Folle d'Yves Allégret
- 1953 : Les Orgueilleux d'Yves Allégret
- 1954 : Mam'zelle Nitouche d'Yves Allégret
- 1955 : La Meilleure Part  d'Yves Allégret
- 1955 : Oasis d'Yves Allégret
- 1956 : Les Aventures de Till l'Espiègle de Gérard Philipe et Joris Ivens
- 1957 : Méfiez-vous fillettes d'Yves Allégret
- 1957 : Le Corbusier, l'architecte du bonheur (court métrage) de Pierre Kast
- 1957 : Quand la femme s'en mêle d'Yves Allégret
- 1958 : Incognito de Patrice Dally
- 1958 : La Fille de Hambourg d'Yves Allégret
- 1960 : La Rabouilleuse (Les Arrivistes) de Louis Daquin
- 1963 : L'Abominable Homme des douanes de Marc Allégret
- 1963 : La Foire aux cancres de Louis Daquin
- 1966 : La Nuit des adieux de Jean Dréville et Isaak Menaker